# 包頭東河空港
包頭東河空港（ほうとうとうがくうこう、中国語：包头东河机场）は中華人民共和国内モンゴル自治区包頭市東河区に位置する空港。

## 歴史
中華民国交通部とドイツ・ルフトハンザが合弁企業として設立した欧亜航空傘下の欧亜航空郵運株式会社（欧亜航空郵運股份有限公司）が1934年に建設を開始。1938年に日本軍が占拠し計画変更。当時の通称は「海蘭泡空港（中国語：海兰泡机场）」。
1956年に民用空港の「包頭二里半空港（包头二里半机场）」として正式開業した。
1986年に2代目の航空ターミナルビルの供用開始。その後さらに空港拡張を経て、1999年には3代目の航空ターミナルビル（現在のT1ターミナルビル）の供用を開始した。
2004年、中国東方航空5210便墜落事故発生。
2006年には2800mの滑走路となり4D級空港に昇格。2014年12月に新ターミナルビル（T2ターミナルビル）の使用を開始。2016年8月に国際線就航（暫定的）開始、モンゴルのフンヌ・エアのウランバートル便、フォッカー 50が到着した。
2018年3月、民航局は正式名称を「包頭東河空港（包头东河机场、Baotou Donghe Airport）」に変更することを承認した。2019年12月に、国際線就航に伴う航空入管を正式に「対外開放」した。

## 概要
統計(2013年)
- 旅客数 1,708,846(中国第50位)
- 貨物取扱量(トン) 10,011.6(中国第50位)
- 発着回数 14,965(中国第69位)

## 就航路線
| 航空会社     | 就航地                           |
| ------------ | -------------------------------- |
| 中国国際航空 | 北京/首都                        |
| 中国東方航空 | 南京、廈門                       |
| 中国南方航空 | 瀋陽、ウルムチ、成都、鄭州、広州 |
| 海南航空     | 北京/首都                        |
| 中国聯合航空 | 北京/南苑                        |
| 北京首都航空 | 北京/首都、鄭州、三亜            |
| 天津航空     | 西安、西寧                       |
| 上海航空     | 上海/虹橋                        |
| 幸福航空     | 銀川、太原、アルシャー左旗       |
| 奥凱航空     | 天津                             |
| 吉祥航空     | 上海/虹橋                        |
| 深圳航空     | 広州                             |

## 事故
- 2004年11月21日中国東方航空5210便上海行きが、午前8時20分に離陸した。その1分後に空港近くの南海公園の湖に墜落した。47名の乗客と6名の乗務員全員が死亡した。また公園の作業員1人も死亡した。2006年12月21日中国国家安全生産監督管理総局と監察部が事故原因として、上昇中に、翼に付着していた雪や氷により失速し、乗務員は安定を試みたが直後に墜落したと発表した。当日の天気は雪や氷が付着する状態であったが、除氷作業は行われなかった。この事故により、12名の党員が責任を負って処分された[4]。

## 参考
1. ↑  包頭市人民政府網「包头机场开通首条国际航线」
2. ↑  包头机场航空口岸获批对外开放
3. ↑  中国民用航空局 (2014年3月24日). “2013年全国機場生産統計公報(中国語)”.   中国民用航空局. 2014年3月24日時点のオリジナルよりアーカイブ。2014年4月3日閲覧。
4. ↑  “东航小型客机在包头坠毁” (中国語). 2013年2月12日閲覧。